# (5795) Roshchina
(5795) Roshchina (1978 SH1) – planetoida z pasa głównego asteroid okrążająca Słońce w ciągu 3,4 lat w średniej odległości 2,26 j.a. Odkryta 27 września 1978 roku.